# Wegestock Neusser Straße (Korschenbroich)

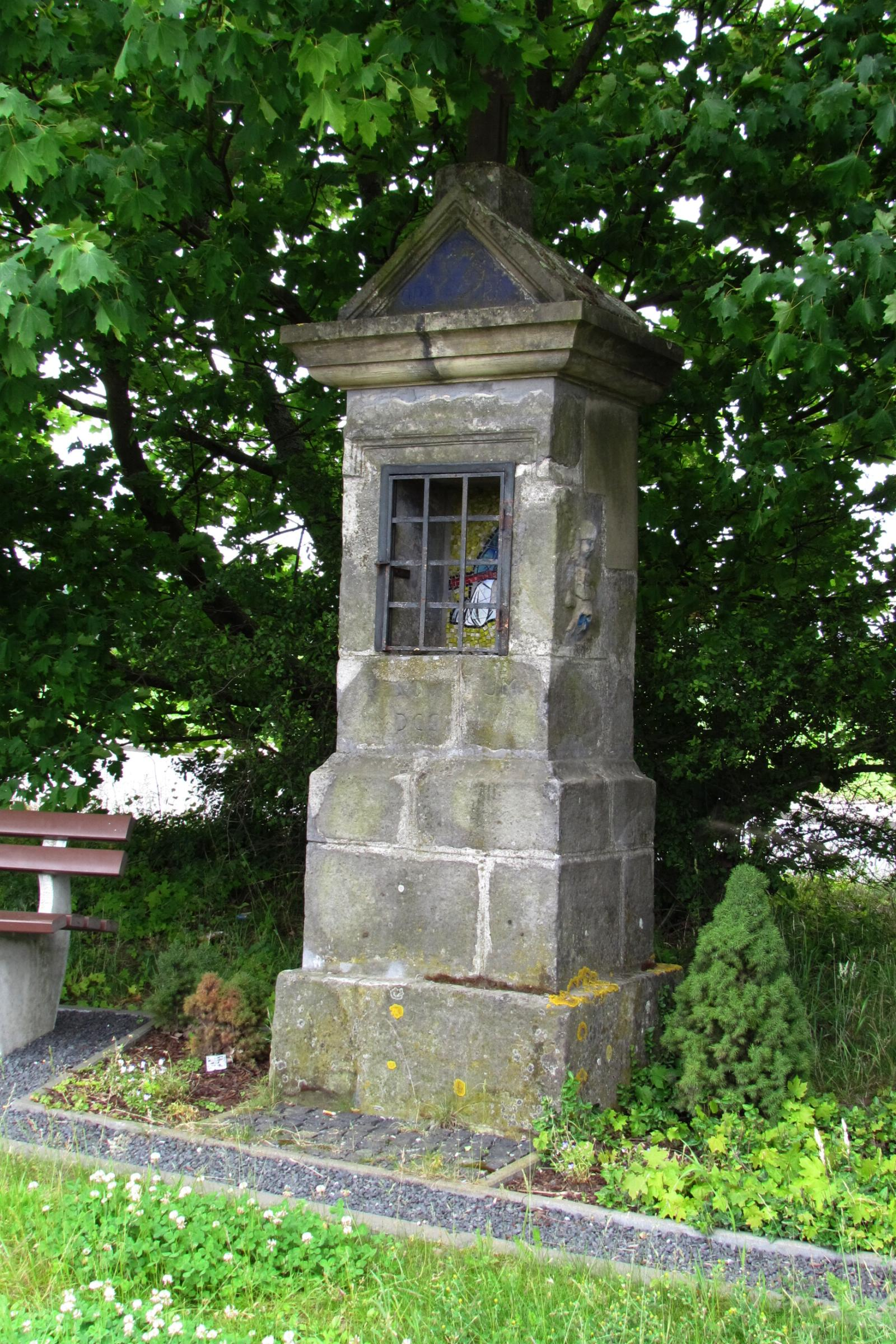
Wegestock

Der Wegestock Neusser Straße steht im Stadtteil Korschenbroich  im Rhein-Kreis Neuss in Nordrhein-Westfalen.
Das 1864 erbaute Flurkreuz ist unter Nr. 161 am 5. April 1990 in die Liste der Baudenkmäler in Korschenbroich eingetragen worden.

## Architektur
Es handelt sich hierbei um einen Wegestock aus Sandstein aus dem Jahre 1864. Es ist auf einem quadratischen Sockel hochgemauert und weist in der Rechtecknische ein modernes Mosaik auf. Der Wegestock ist übergiebelt. Auf dem Giebel befindet sich ein modernes Sandsteinkreuz. Unterhalb der Nische ist eine Inschrift eingelassen. Der Wegestock erfüllt die Voraussetzungen des § 2 Abs. 1  Denkmalschutzgesetz (Nordrhein-Westfalen) zum Eintrag in die Denkmalliste. Er ist bedeutend für die Geschichte des Menschen und für seine Erhaltung und Nutzung liegen künstlerische und volkskundliche Gründe vor.